# Conus musicus
Conus musicus е вид охлюв от семейство Conidae. Възникнал е преди около 0,0117 млн. години по времето на периода кватернер. Видът не е застрашен от изчезване.

## Разпространение и местообитание
Разпространен е в Австралия (Западна Австралия, Куинсланд и Северна територия), Вануату, Виетнам, Източен Тимор, Индонезия, Камбоджа, Китай (Гуандун, Гуанси, Джъдзян, Дзянсу, Фудзиен и Хайнан), Кокосови острови, Малайзия, Малдиви, Маршалови острови, Мианмар, Нова Каледония, Остров Рождество, Папуа Нова Гвинея, Провинции в КНР, Сингапур, Соломонови острови, Тайван, Тайланд, Фиджи, Филипини, Шри Ланка и Япония.
Обитава океани, морета и рифове. Среща се на дълбочина от 5 до 60 m, при температура на водата от 24,1 до 26,8 °C и соленост 34,6 – 35,5 ‰.